# Harlei de Menezes Silva
Harlei de Menezes Silva, o simplemente Harlei (30 de marzo de 1972, Belo Horizonte, Brasil), es un exfutbolista brasileño que se desempeñaba de portero. Su último club fue Goiás, en donde se retiró en 2014, tras pasar quince años y jugar 831 partidos en el Verdão, teniendo como máximo logro ser subcampeón de la Copa Sudamericana 2010.
Harlei también ha alcanzado el hito de salvar a Goiás del descenso en el año 2007 por solo un punto, ganándole el último día al Internacional por 2-1 en el Campeonato Brasileño de aquel año.

## Clubes
| Club      | País   | Año         | Partidos | Goles |
| --------- | ------ | ----------- | -------- | ----- |
| Cruzeiro  | Brasil | 1992 - 1997 | 22       | 0     |
| Comercial | Brasil | 1998        | 18       | 3     |
| Vila Nova | Brasil | 1999        | 23       | 0     |
| Goiás     | Brasil | 1999 - 2014 | 831      | 0     |

## Palmarés

### Torneos Nacionales
| Título         | Club     | País   | Año  |
| -------------- | -------- | ------ | ---- |
| Copa de Brasil | Cruzeiro | Brasil | 1993 |
| Serie B        | Goiás    | Brasil | 1999 |
| Serie B        | Goiás    | Brasil | 2012 |

### Torneos Estaduales
| Título             | Club     | País   | Año  |
| ------------------ | -------- | ------ | ---- |
| Campeonato Mineiro | Cruzeiro | Brasil | 1992 |
| Campeonato Mineiro | Cruzeiro | Brasil | 1994 |
| Campeonato Mineiro | Cruzeiro | Brasil | 1996 |
| Campeonato Mineiro | Cruzeiro | Brasil | 1997 |
| Copa Centro-Oeste  | Goiás    | Brasil | 2000 |
|                    |          |        |      |
| Campeonato Goiano  | Goiás    | Brasil | 2000 |
| Copa Centro-Oeste  | Goiás    | Brasil | 2001 |
| Copa Centro-Oeste  | Goiás    | Brasil | 2002 |
| Campeonato Goiano  | Goiás    | Brasil | 2002 |
| Campeonato Goiano  | Goiás    | Brasil | 2003 |
| Campeonato Goiano  | Goiás    | Brasil | 2006 |
| Campeonato Goiano  | Goiás    | Brasil | 2009 |
| Campeonato Goiano  | Goiás    | Brasil | 2012 |
| Campeonato Goiano  | Goiás    | Brasil | 2013 |

### Torneos internacionales
| Título                   | Club     | País   | Año  |
| ------------------------ | -------- | ------ | ---- |
| Supercopa Sudamericana   | Cruzeiro | Brasil | 1991 |
| Supercopa Sudamericana   | Cruzeiro | Brasil | 1992 |
| Copa Máster de Supercopa | Cruzeiro | Brasil | 1994 |
| Copa de Oro Nicolás Leoz | Cruzeiro | Brasil | 1995 |
| Copa Libertadores        | Cruzeiro | Brasil | 1997 |

- Datos: Q1988145